# Nhàn nhỏ

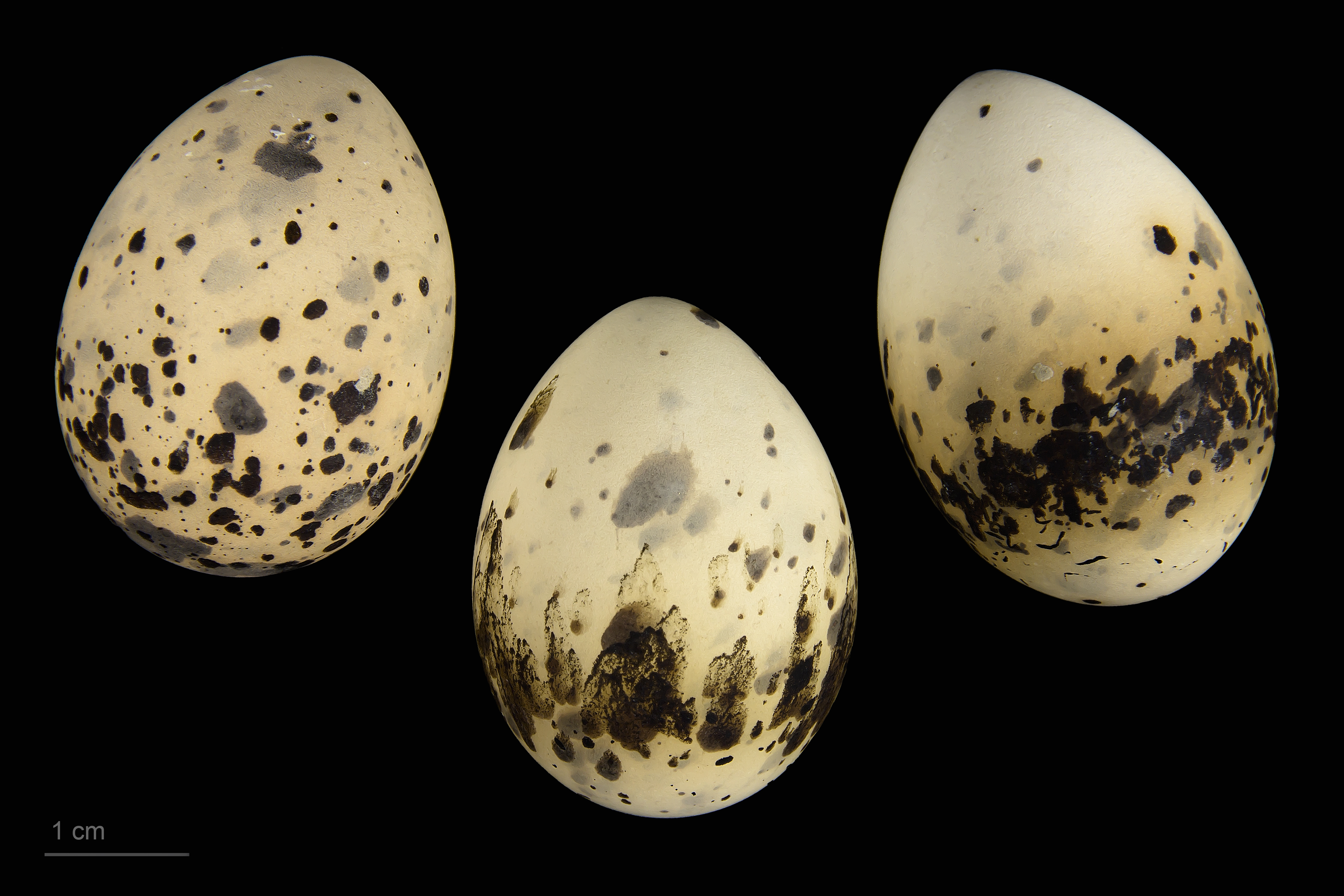
Sternula albifrons albifrons

Nhàn nhỏ (danh pháp hai phần: Sternula albifrons hay Sterna albifrons) là một loài chim biển trong họ Nhàn. Loài này trước đây được đặt trong chi Sterna nhưng nay chỉ giới hạn các loài nhàn trắng lớn. Các phân loài Bắc Mỹ (S. a. antillarum) và Biển Đỏ S. a. saundersi nay đã được xem là các loài riêng biệt Sternula antillarum và Sternula saundersi). Nhàn nhỏ sinh sản ở bờ biển và các sông nội địa của châu Âu và châu Á ôn đới và nhiệt đới. Là loài di trú mạnh, chúng trú đông ở các đại dương nhiệt đới và cận nhiệt đới như xa về phía nam như Nam Phi và Úc.
Có ba phân loài, albifrons chỉ định hiện diện ở châu Âu đến Bắc Phi và Tây Á; guineae ở Tây và Trung Phi, và sinensis Đông Á và bờ biển phía bắc và phía đông của Australia (Higgins và Davies, 1996).
Chúng tạo thành bầy trên bờ biển và bãi sỏi hoặc đá cuội trên đảo. Mỗi con mái đẻ 2-4 trứng trên mặt đất. Giống như tất cả đàn chim nhạn trắng, nó bảo vệ tổ của nó và bảo vệ con, chống lại những kẻ xâm nhập.